# Двутипно движение
„Двутипно движение“ (на унгарски: Kétféle mozgás) е произведение на изкуството от унгарската художничка Илона Кесарю Илона от периода 1980 – 1992 г.
Размерите ѝ са 210 x 200 cm. Тази експериментална работа се състои от две части. Горната част съдържа ивици суров текстил подредени вълнообразно, пришити върху боядисано платно с бели маслени бои. Долната част представлява маслена живопис върху платно, като повърхността му е заета от абстрактен черен ръкопис. Творбата има допирни точки между двуизмерност и триизмерност. От края на 1960-те години художничката провежда експерименти, за да търси нови идеи. Често използва текстил, за да подчертае пространственият характер на нейните творби. Контрастът между употребата на текстил и абстрактния експресионизъм подчертава противопоставянето на мъжките и женските изразни средства в изкуството си.
Картината е част от колекцията на Националния музей в Будапеща, Унгария.